# Syntrichia norvegica
Syntrichia norvegica (deutsch Norwegisches Verbundzahnmoos) ist eine Laubmoos-Art in der Familie Pottiaceae.

## Beschreibung
Die Art ähnelt Syntrichia ruralis und bildet wie diese lockere Rasen. Die Pflanzen erreichen eine Höhe von etwa 2,5 Zentimeter. Die Blätter sind trocken gefaltet und verdreht, feucht sparrig zurückgebogen, eiförmig bis zungenförmig, zugespitzt und mit meist rötlichbraunem, etwas gesägtem Glashaar. Die Blattränder sind bis oberhalb der Blattmitte umgebogen, oben flach.
Die Laminazellen sind an der Blattbasis rechteckig und hyalin, in der oberen Blatthälfte rundlich bis kurz rechteckig, beiderseits papillös mit 3 bis 6 Papillen pro Zelle und chlorophyllreich. Die Rückseite der Blattrippe wird gegen die Blattspitze zu von den papillösen Laminazellen bedeckt. Im Stämmchenquerschnitt fehlt ein Zentralstrang.
Die Geschlechterverteilung ist diözisch. Die braune Seta ist 15 bis 20 Millimeter lang, die rotbraune, leicht gekrümmte Kapsel 3 bis 4 Millimeter lang, die Peristomzähne sind zweimal gewunden. Die papillösen Sporen haben eine Größe von 11 bis 15 Mikrometer. Brutkörper sind unbekannt.

## Standortansprüche und Verbreitung
Syntrichia norvegica ist eine Art der Gebirgslagen. In den Alpen ist sie in Höhenlagen über 1000 Metern auf Kalkgestein und kalkhaltigem Silikatgestein recht verbreitet und häufig.
Weltweit gibt es Vorkommen in den Gebirgen von Europa, Asien und Nordamerika.

## Synonyme
Die Art wird öfters unter dem Synonym Tortula norvegica (Web.) Lindb. genannt. Weitere Synonyme sind Syntrichia ruralis var. norvegica (F.Weber) Steud. oder Tortula ruralis var. alpina Wahlenb.
Eine Varietät mit Blättern ohne Glashaar wurde als Tortula norvegica var. calva W.A.Kramer beschrieben.